# 微螳属
微螳属（学名：Micromantis）是宽膝螳科的一属。

## 下属物种
本属包括以下物种：
- 台湾微螳 Micromantis formosana Shiraki, 1911
- Micromantis glauca Saussure, 1870